# Kausea Natano
Kausea Natano, né le 5 juillet 1957, est un homme politique tuvaluan, Premier ministre de 2019 à 2024.  

## Biographie

### Formation et entrée au Parlement
Né pendant la période où les îles Gilbert et Ellice sont une colonie de l'Empire britannique, il est scolarisé à l'école George V (en) aux îles Gilbert (l'actuelle Kiribati). Après des études à l'université du Pacifique Sud, il devient fonctionnaire avant son entrée en politique : il travaille dans l'administration du service des douanes des Tuvalu, dont il devient à terme le directeur, puis travaille dans la haute administration du ministère des Finances et est un temps président du Comité de direction de la Banque nationale des Tuvalu (en).
Il est élu une première fois député au Parlement, représentant la capitale Funafuti, aux élections législatives de 2002. Réélu en 2006, il est nommé ministre des Services publics et des Industries par le nouveau Premier ministre Apisai Ielemia. À l'issue des élections de 2010, il brigue sans succès la direction du gouvernement ; les députés élisent Maatia Toafa au poste de Premier ministre, avec une majorité d'une seule voix.

### Premier ministre (2019-2024)
Fragilisé par cette courte majorité, le gouvernement Toafa est destitué dès décembre 2010. Willy Telavi devient Premier ministre, formant un gouvernement constitué de députés d'opposition au gouvernement déchu. Kausea Natano est nommé vice-Premier ministre et ministre des Communications, des Transports et de Services publics. Le gouvernement Telavi perd toutefois à son tour sa majorité, et tombe en août 2013 ; Kausea Natano siège dès lors sur les bancs de l'opposition au gouvernement d'Enele Sopoaga. Il est le chef de l'Opposition parlementaire durant la législature 2015-2019, et brigue avec succès la direction du gouvernement à l'issue des élections législatives de 2019 : La nouvelle majorité parlementaire l'élit Premier ministre par dix voix contre six pour le Premier ministre sortant Enele Sopoaga.
Il promet de poursuivre les efforts de son prédécesseur pour mobiliser l'action de la communauté internationale sur le changement climatique. Les Îles Salomon et les Kiribati venant toutes deux de rompre leurs relations diplomatiques avec Taïwan au profit de la République populaire de Chine, il indique que sous son gouvernement, les Tuvalu maintiendront pour leur part leur relation privilégiée avec Taipei.

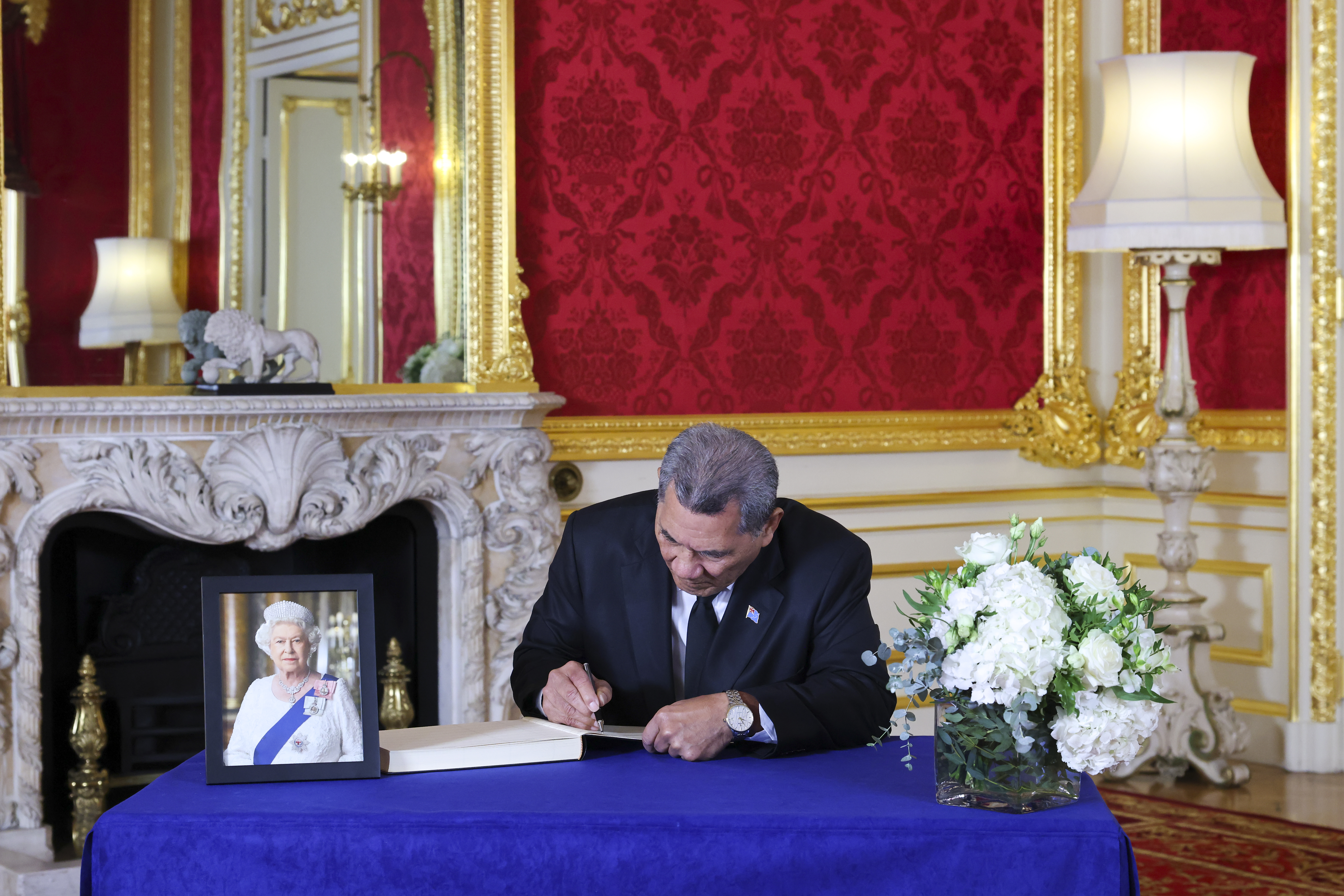
Kausea Natano signant à Lancaster House en septembre 2022 le livre de condoléances après la mort de la reine des Tuvalu Élisabeth II.

Le 10 novembre 2023, il signe avec le Premier ministre australien Anthony Albanese le traité de l'Union falepili. Par celui-ci, en réponse au réchauffement climatique, l'Australie permet à tout citoyen tuvaluan d'émigrer en Australie et d'y bénéficier pleinement de droits sociaux, avec un quota de 280 migrants par an. L'Australie s'engage à aider les Tuvalu à s'adapter au réchauffement climatique, notamment en construisant de nouvelles terres suffisamment au-dessus du niveau de la mer à Funafuti. Enfin, l'Australie se rend garante de la sécurité intérieure et de la défense des Tuvalu, les Tuvalu s'engageant en retour à ne signer aucun accord de sécurité et de défense avec un pays tiers sans l'accord de l'Australie. Le chef de l'opposition parlementaire, Enele Sopoaga, décrit cet accord comme une expression du « défaitisme » de Kausea Natano face au réchauffement climatique, et dénonce ce qu'il qualifie de « pacte militaire déguisé en réponse au changement climatique » et attentatoire à la souveraineté des Tuvalu. De ce fait, le traité devient un enjeu de campagne pour les élections législatives de janvier 2024.
Devancé de dix-sept voix dans sa circonscription, il perd son siège de député à ces élections et ne peut donc briguer de second mandat à la tête du gouvernement.